# Hawker Siddeley Canada
Hawker Siddeley Canada era la filiale canadese del gruppo britannico British Hawker Siddeley Group; produceva convogli automotori per ferrovie e metropolitane, tram, motori per aerei e per navi.

## Storia

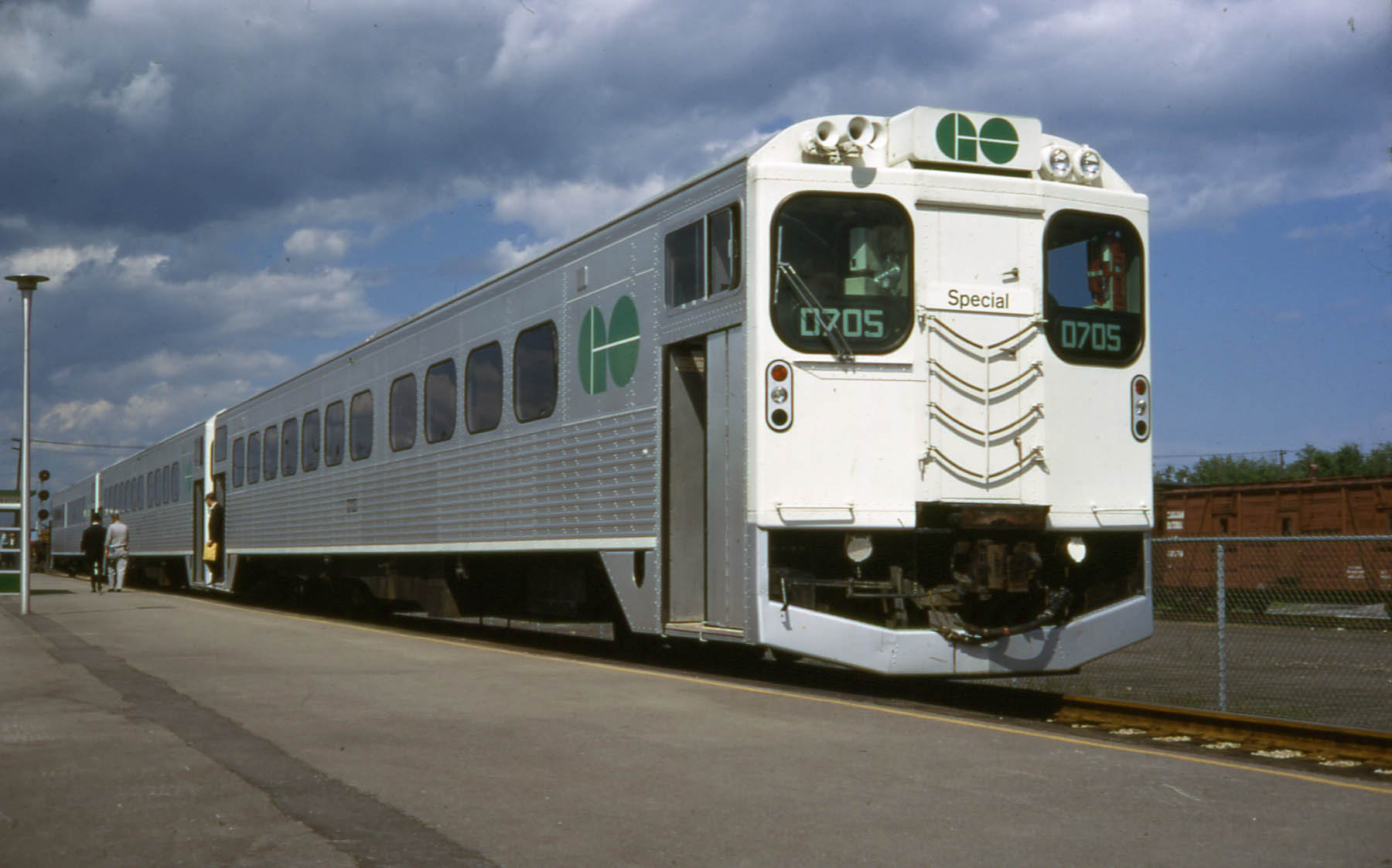
Treno automotore per la GO Transit (DMU)

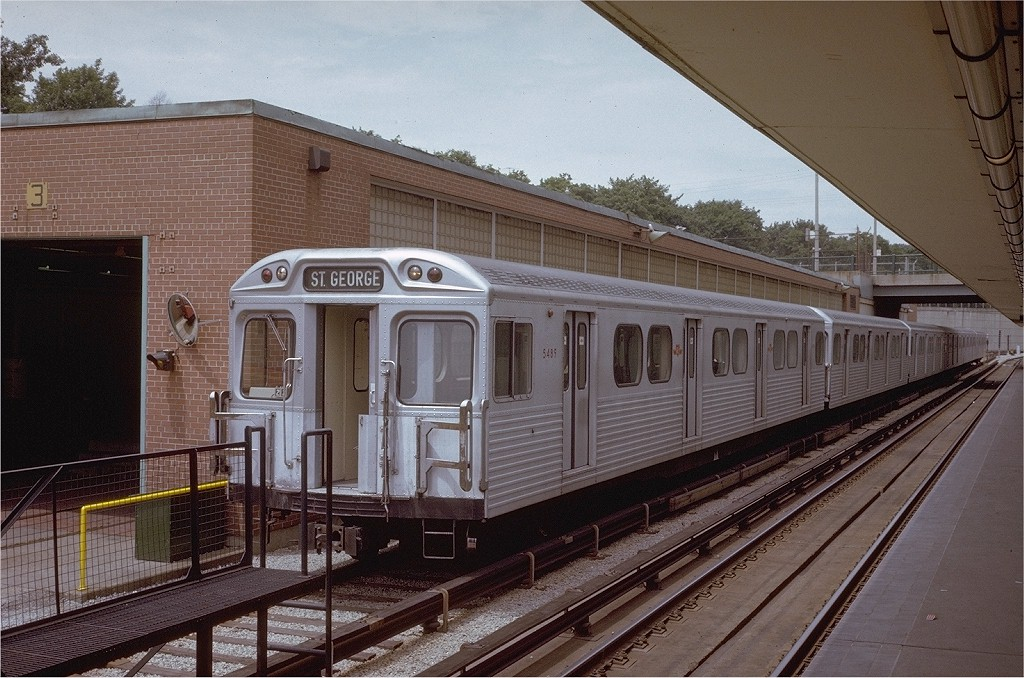
Un convoglio serie H1 per la metropolitana di Toronto

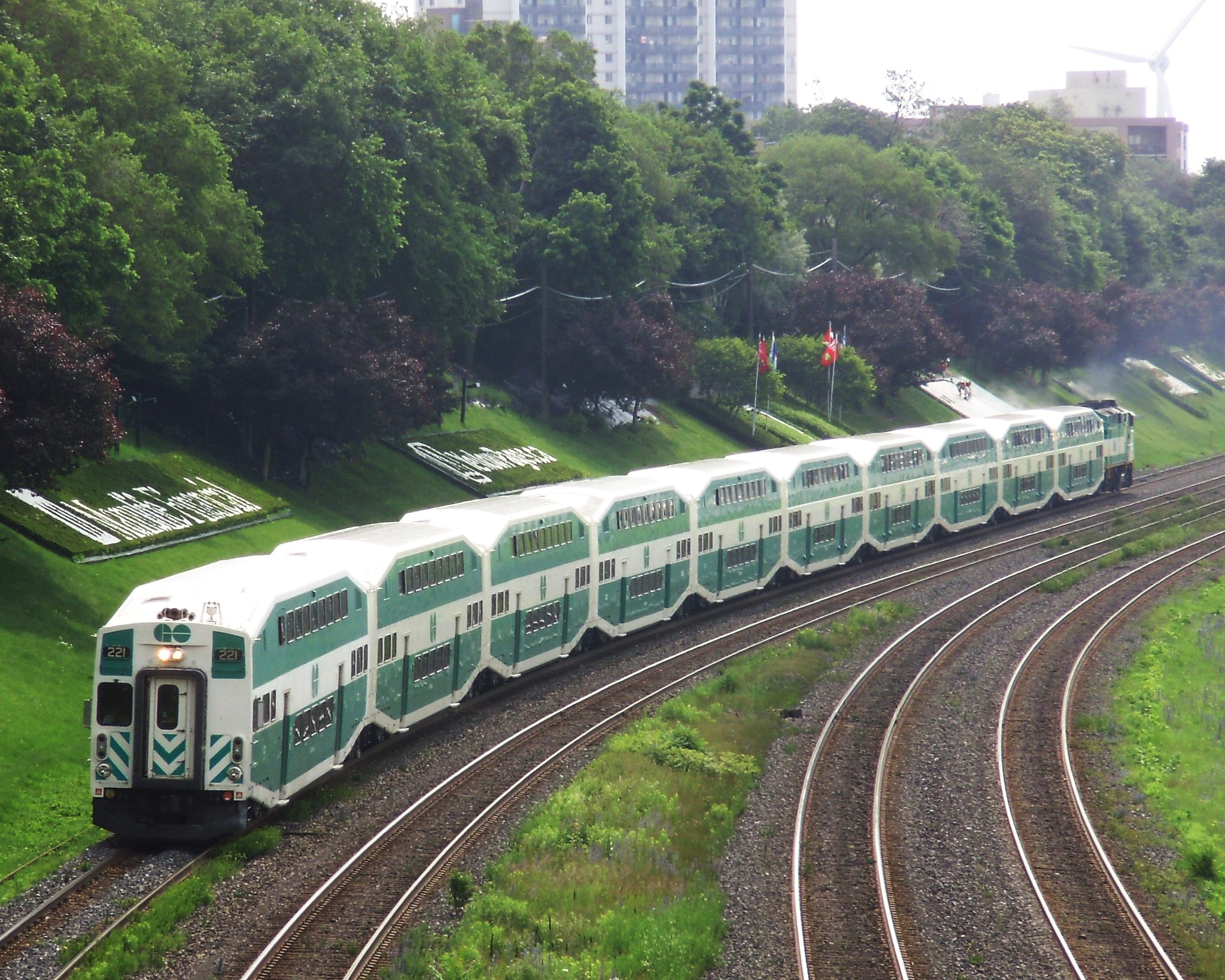
Un treno di carrozze a due piani della Go Transit costruito dalla Hawker Siddley

La Hawker Siddeley Canada Ltd fu fondata nel 1962 come divisione canadese della britannica Hawker Siddeley rilevando il patrimonio della Avro Canada Company Ltd chiusa lo stesso anno. La sede principale della Hawker Siddeley era Mississauga, in Ontario. 
All'atto della sua formazione la società acquisì il controllo di alcune partecipate della Avro Canada, tra cui erano la Canadian Car and Foundry (CC & F), la Dominion Steel and Coal Corporation (DOSCO), che comprendeva diverse acciaierie, miniere di carbone, impianti di produzione e la Cantieri Halifax. Di conseguenza, Hawker Siddeley si trovò a disporre di due importanti impianti di produzione:
- CC & F factory di Thunder Bay, in Ontario, per produzione di materiale ferroviario e suburbano, e
- DOSCO factory di Trenton, in Nuova Scozia per la produzione di carri merci (TrentonWorks) oltre che Trenton Forge, la più grande fucina del Nord America.

Nel 1980 la ragione sociale venne cambiata in Hawker Siddeley Canada Inc..
Hawker Siddeley obbligò la controllata DOSCO di chiudere, perché in perdita, le miniere di carbone e le acciaierie che tuttavia vennero successivamente espropriate dal governo federale della Nuova Scozia. Anche CC & F venne obbligata a chiudere varie attività. Halifax Cantieri fu venduta a Irving Shipbuilding Inc., una consociata della J.D. Irving Limited, negli anni novanta.
Alcune tra le attività di Hawker Siddeley Canada vennero in seguito acquistate dalla Urban Transportation Development Corporation di Kingston (e successivamente acquisite da Bombardier Transportation di Montréal, Québec).
SNC-Lavalin acquistò il comparto rotabili automotori ma mise fuori servizio lo stabilimento TrentonWorks acquisito poi dal governo della Nuova Scozia e venduto a The Greenbrier Companies. La SNC-Lavalin in seguito cedette l'impianto di Thunder Bay a Bombardier Transportation.
Hawker Siddeley Canada cessò infine di esistere nel corso del 2001; acquisita da Glacier Media Inc. venne messa in liquidazione.

## Le attività produttive della Hawker Siddeley
Nel settore aviazione la Hawker Siddeley ha prodotto motori aeronautici per altri costruttori di aeromobili. Nel settore trasporti la produzione Hawker Siddeley ha riguardato, nel corso degli anni 1970 e 1980, vagoni merci principalmente per le ferrovie canadesi e società di leasing negli impianti di Thunder Bay e Trenton.
In atto lo stabilimento Thunder Bay è di proprietà di Bombardier Transportation mentre l'impianto di Trenton è di proprietà delle aziende Greenbrier. L'impianto di Thunder Bay ha prodotto principalmente materiale ferroviario passeggeri, mentre l'impianto di Trenton ha costruito carri merci coperti per grano e altri prodotti sfusi secchi, serbatoio per liquidi e gas compressi, chiusi per uso generale, pianali per trasporto legname, acciaio, veicoli e merci ingombranti e gondola per merci alla rinfusa.
I principali clienti della Hawker Siddeley furono:
- Toronto Transit Commission (rotabili per la metropolitana)
- GO Transit (carrozze a due piani)
- Soo Line Railroad
- Canadian Wheat Board (tramogge per cereali)
- Saskatchewan Grain Car Corporation (tramogge per grano)
- Massachusetts Bay Transportation Authority (rotabili per linee Orange e Blue)
- Ferrovie del Messico (carrozze passeggeri)